# Owczarec
Owczarec (bułg. Студения чал, do 1942 roku Juruszki czał, Юрушки чал) – szczyt we wschodniej części pasma górskiego Riła, w Bułgarii, o wysokości 2768 m n.p.m. Zbudowany jest z granitu. Jest ciasno złączony ze szczytem Pesokliwa wała. W zachodnią część szczytu jest wcięty cyrk Owczereski cirkus.